# Nelson Ned
Nelson Ned (2 marzo 1947 – 5 gennaio 2014) è stato un cantante brasiliano.
Coi suoi 45 milioni di dischi venduti nel mondo è uno degli artisti musicali brasiliani di maggior successo.
Per aver dimostrato il suo talento nonostante il nanismo, ricevette il soprannome O Pequeno Gigante da Canção ("il piccolo gigante della canzone"), divenuto poi anche il titolo della sua autobiografia.

## Biografia

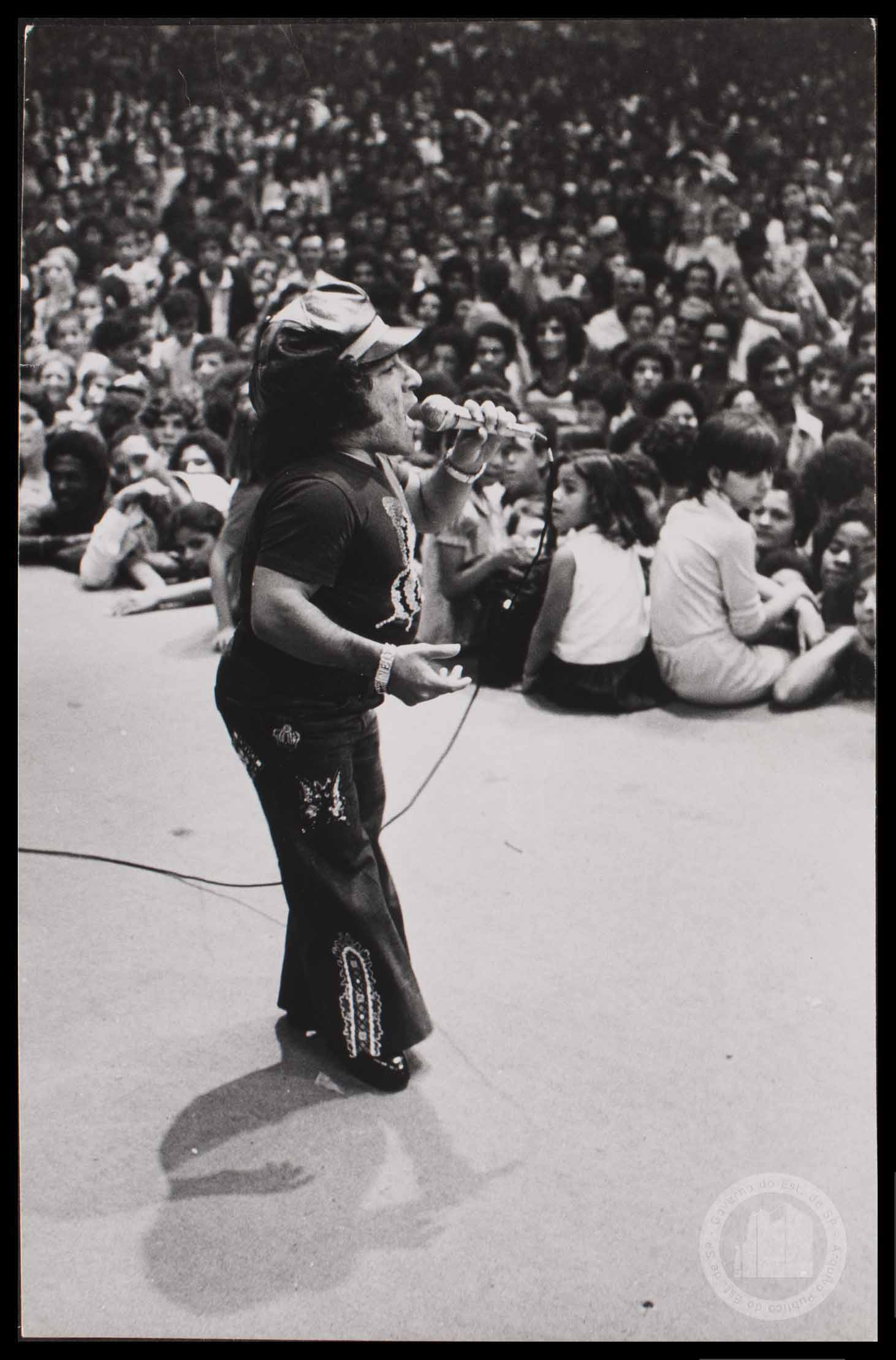
Nelson Ned intorno al 1975

Era il primo dei sette figli di Nelson de Moura Pinto e Ned d'Ávila Pinto, che lo partorì in casa, a Uba. Pochi anni dopo gli venne diagnosticata una malattia dello sviluppo, a causa della quale la sua statura si fermò a 92 centimetri. Tutti i suoi fratelli crebbero invece normalmente.
Dimostrò il suo talento canoro già a 4 anni, quando venne assunto da una radio, e raggiunse subito una grande popolarità; all'età di 12 apparve per la prima volta sul piccolo schermo.
Negli anni 60 realizzò finalmente le prime incisioni. Il suo album d'esordio fu lanciato nel 1964. Nel 1969 Nelson Ned pubblicò il suo secondo disco, Tudo Passarà, contenente il brano omonimo, che lo rese una star nel suo Paese e all'estero. Con esso prese anche parte a un noto festival in Argentina. La fama del cantante si diffuse in tutto il continente americano, in Europa (soprattutto Spagna, Portogallo, Francia) e in diversi paesi africani, e si rafforzò grazie a fortunati tour. Nelson Ned continuò a riscuotere successi per tutti gli anni 70 e 80 proponendosi soprattutto nei generi brega (di cui viene considerato ancora oggi uno degli esponenti migliori) e sertanejo. Incise anche struggenti canzoni d'amore, con testi in portoghese, in spagnolo e in inglese. Ebbe modo di partecipare a grandi eventi musicali accanto a star come Julio Iglesias e Tony Bennett. 
Si esibì per ben 4 volte alla prestigiosa Carnegie Hall di New York.  Nella Grande Mela tenne un recital anche al Madison Square Garden.
A partire dagli anni 90, convertitosi alla religione evangelica, incise perlopiù brani gospel.
Nel 1996 pubblicò la sua autobiografia dove tra l'altro rivelò la dipendenza da alcool e da droghe.
Nel 2003 sopravvisse a un gravissimo ictus, che lo rese cieco da un occhio: ciò nonostante condusse ancora vita sregolata. Gli furono in seguito diagnosticati il diabete mellito di tipo 2, un'ipertensione grave e da ultimo la malattia di Alzheimer. Morì il 5 gennaio 2014 a causa di una polmonite, che ebbe facilmente la meglio su un fisico già estremamente provato.

## Vita privata
La prima moglie di Nelson Ned, Marli, era alta quanto lui. I coniugi ebbero tre figli, che ereditarono la loro condizione: Ana Verónica Ned, la più bassa, clown e acrobata; Nelson Ned Jr., detto Juninho, l'unico maschio, musicista jazz e batterista; Monalisa Ned, la più alta, dottoressa specializzata in fonoaudiologia. Il matrimonio ebbe fine a causa delle continue infedeltà del cantante. In seguito Nelson Ned sposò Maria Aparecida, una donna normalmente sviluppata, con cui rimase unito fino alla morte. Nel 2012, sotto l'effetto dell'alcool, sparò accidentalmente un colpo di pistola che ferì Maria Aparecida alla clavicola.